# Tiro con l'arco ai XVI Giochi paralimpici estivi
Le gare di tiro con l'arco ai XVI Giochi paralimpici estivi si sono svolte dal 27 agosto al 4 settembre 2021 presso il parco di Yumenoshima.

## Podi

### Individuale uomini
| Evento        | Classe | Oro               | Argento           | Bronzo             |
| ------------- | ------ | ----------------- | ----------------- | ------------------ |
| Arco composto | W1     | David Drahonínský | Nihat Türkmenoğlu | Bahattin Hekimoğlu |
| Arco composto | Open   | He Zihao          | Ramezan Biabani   | Ai Xinliang        |
| Arco ricurvo  | Open   | Kevin Mather      | Zhao Lixue        | Harvinder Singh    |

### Individuale donne
| Evento        | Classe | Oro                  | Argento           | Bronzo                |
| ------------- | ------ | -------------------- | ----------------- | --------------------- |
| Arco composto | W1     | Chen Minyi           | Šárka Musilová    | Victoria Rumary       |
| Arco composto | Open   | Phoebe Paterson Pine | Mariana Zúñiga    | Maria Andrea Virgilio |
| Arco ricurvo  | Open   | Zahra Nemati         | Vincenza Petrilli | Wu Chunyan            |

### A squadre miste
| Evento        | Classe | Oro                                    | Argento                                    | Bronzo                               |
| ------------- | ------ | -------------------------------------- | ------------------------------------------ | ------------------------------------ |
| Arco composto | W1     | Cina Tianxin Zhang Minyi Chen          | Rep. Ceca David Drahoninsky Sarka Musilova | ROC Aleksei Leonov Elena Krutova     |
| Arco composto | Open   | Cina Zihao He Yueshan Lin              | Turchia Bulent Korkmaz Oznur Cure          | Iran Ramezan Biabani Farzaneh Asgari |
| Arco ricurvo  | Open   | RPC Kirill Smirnov Margarita Sidorenko | Italia Stefano Travisani Elisabetta Mijno  | Cina Zhao Lixue Wu Chunyan           |